# Флавий Антиохиан
Флавий Антиохиан (на латински: Flavius Antiochianus) е политик и сенатор на Римската империя през 3 век.
През 270 г. той е консул заедно с Вирий Орфит. 
272 г. той е градски префект на Рим.